# Jack McMillan (Fußballspieler)
Jack McMillan (* 18. Dezember 1997 in Livingston) ist ein schottischer Fußballspieler, der bei Exeter City unter Vertrag steht.

## Karriere
Jack McMillan begann seine Karriere in der U-17 des FC Motherwell. Am 15. Oktober 2016 gab er sein Profidebüt in der Scottish Premiership gegen Celtic Glasgow im Paradise, als er in der Startelf stand. Bis zum Ende der Saison 2016/17 kam er zu dreizehn weiteren Einsätzen. Im August 2017 wurde McMillan für sechs Monate in seine Geburtsstadt zum Zweitligisten FC Livingston verliehen, der ihn danach fest verpflichtete.